# Palác Kinských (Malá Strana)
Palác Kinských (též Dům Kinských, Marštalkovský dům nebo Dům u Zlaté koruny) je renesanční budova v ulici Nerudova 249/15 na Malé Straně na Praze 1. Areál paláce spolu se dvěma vnitřními dvory a zahradou je od roku 1964 chráněn jako kulturní památka České republiky.

## Popis a historie
Severní průčelí paláce obrácené do Nerudovy ulice je třípatrové, se čtyřmi páry sdružených oken. V přízemí je raně barokní pískovcový edikulový portál a tři obloukové portálky bývalých krámců. Nad nejvyšším poschodím je pět renesančních štítů, tři střední větší, dva krajní menší. Na dvorní straně hlavní budovy nad prvním nádvořím je pavlač. Nad hlavní budovou jsou tři souběžné sedlové střechy. Zadní křídlo paláce zabíhá k západu za domy čp. 246, 247 a 248. Na jeho jižní straně je zahrada.
Poměrně rozsáhlý palácový soubor vznikal postupně v několika etapách. Část zástavby (západní polovina zadního křídla) pravděpodobně spočívá na bývalé malostranské hradební zdi a zbytky gotického zdiva se zachovaly v přízemí uličního traktu. Přední trakt byl obnoven po požáru v roce 1541. Renesanční podoba uličního průčelí s hladkou fasádou a štíty je ze druhé poloviny 16. století. Roku 1637 přešel dům do šlechtického majetku, když jej získal Rudolf z Valdštejna; následující barokní úpravy provedené po roce 1663 jsou připisovány Anselmu Luragovi. Po roce 1676 byl palác rozšířen o tzv. Hansturkovský hotel, který přikoupil tehdejší majitel František Oldřich Kinský.
Ve druhé polovině 18. století Kinští již palác neobývali a v roce 1800 ho prodali. V následujících letech byl objekt pronajímán zejména pro bytové účely a došlo k jeho dalším úpravám, např. k průrazu zadního křídla směrem k zahradě a ke vložení nového schodiště, přičemž byly porušeny renesanční klenby. Z počátku 19. století pocházejí empírové ozdoby oken v prvním patře uličního průčelí. Novodobé adaptace interiérů znamenaly také přepříčkování některých prostor a jejich přizpůsobení administrativnímu provozu.
Ve druhé polovině 20. století s objektem disponovalo Ministerstvo národní obrany, v současné době ho využívá Kancelář Poslanecké sněmovny k ubytování poslanců.